# Chambre des représentants (Antigua-et-Barbuda)
Pour les autres articles nationaux ou selon les autres juridictions, voir Chambre des représentants.
16e législature
Bâtiment du Parlement
La Chambre des représentants (en anglais : House of Representatives) est la chambre basse du parlement bicaméral d'Antigua-et-Barbuda.

## Système électoral
La Chambre des représentants est composée de 17 à 19 membres dont 17  élus pour cinq ans au scrutin uninominal majoritaire à un tour dans autant de circonscriptions. Les deux autres sièges sont réservés d'office au président de la chambre et au procureur général s'ils n'en sont pas déjà membres.